# ニコラス・ホルテン
ニコラス・ホルテン（Nicholas Holten、1972年7月10日 - ）は、ニュージーランド出身のラグビー指導者。

## プロフィール
- ニュージーランド出身[1]。
- 身長 193 cm 、体重  108 kg
- 現役時代のポジションはフランカー(FL)、ナンバーエイト(No.8)。

## 略歴
フェアフィールド高校・ワイカト大学・ワイカト・チーフスを経て、2001年、東芝府中（現・東芝ブレイブルーパス東京）に加入。
2009年に現役引退後、東芝ブレイブルーパスとワイカトデベロップメントのコーチを経て、2012年、神戸製鋼コベルコスティーラーズのFWコーチに就任した。
2022-23シーズンにコベルコ神戸スティーラーズのヘッドコーチを務め、2023-24シーズンはFWコーチとなり、5月に退団した。
2024年、豊田自動織機シャトルズ愛知のアシスタントコーチに就任。